# Alirajpur
Alirajpur är en stad i den indiska delstaten Madhya Pradesh, och är huvudort för ett distrikt med samma namn. Folkmängden uppgick till 28 498 invånare vid folkräkningen 2011. Alirajpur var förr huvudstad för ett furstendöme, grundat av Anand Deo 1473.